# Гюнтер Виценц
Гюнтер Виценц (на немски: Günther Viezen) е германски офицер.
Роден е на 1 февруари 1921 г. в Гьоленау, Долна Силезия, днешна Полша.
Служи във Вермахта по време на Втората световна война и се издига до звание хауптман.
Носител е на Рицарски кръст. За унищожаването на 21 противникови танка е награден с пет Значки за унищожени танкове, четири златни и една сребърна.
След края на Втората световна война се присъединява към Бундесвера, на 1 април 1956 г. На 30 март 1980 г. се пенсионира от армията със звание оберст.
Умира на 14 януари 1999 г. в Кьолн, Германия.

## Награди
- Пехотна щурмова значка
- 4 x Значка за унищожен танк, златна
- Значка за унищожен танк, сребърна
- Железен кръст – 2-ра и 1-ва степен
- Рицарски кръст – 7 януари 1944 г.